# Trepadeira-azul-da-argélia
A trepadeira-azul-da-argélia (Sitta ledanti)  é uma espécie de ave passeriforme da família Sittidae, e a única espécie de ave endêmica da Argélia. O dorso é cinza-azulado e o peito é acizentado, tendendo para um amarelo pálido.

## Taxonomia
A trepadeira-azul-da-argélia foi descoberta na Argélia por Jean-Paul Ledant, um agrônomo belga que também se interessava por ornitologia, em 5 de outubro de 1975. Ledant, que também identificou outras espécies de trepadeiras, escreveu para a Académie des Sciences (que contava entre seus membros com Henri Heim de Balsac, especialista na fauna da África setentrional, e Jacques Veilliard, ornotólogo) a fim de compartilhar suas descobertas. A princípio encarada com ceticismo, os trabalhos de Ledant motivaram uma revisão taxinômica, ampliando a abrangência da família Sittidae.